# Pogonatum geheebii
Pogonatum geheebii är en bladmossart som beskrevs av Bescherelle in Geheeb 1897. Pogonatum geheebii ingår i släktet grävlingmossor, och familjen Polytrichaceae. Inga underarter finns listade i Catalogue of Life.